# 志摩町 (福岡県)

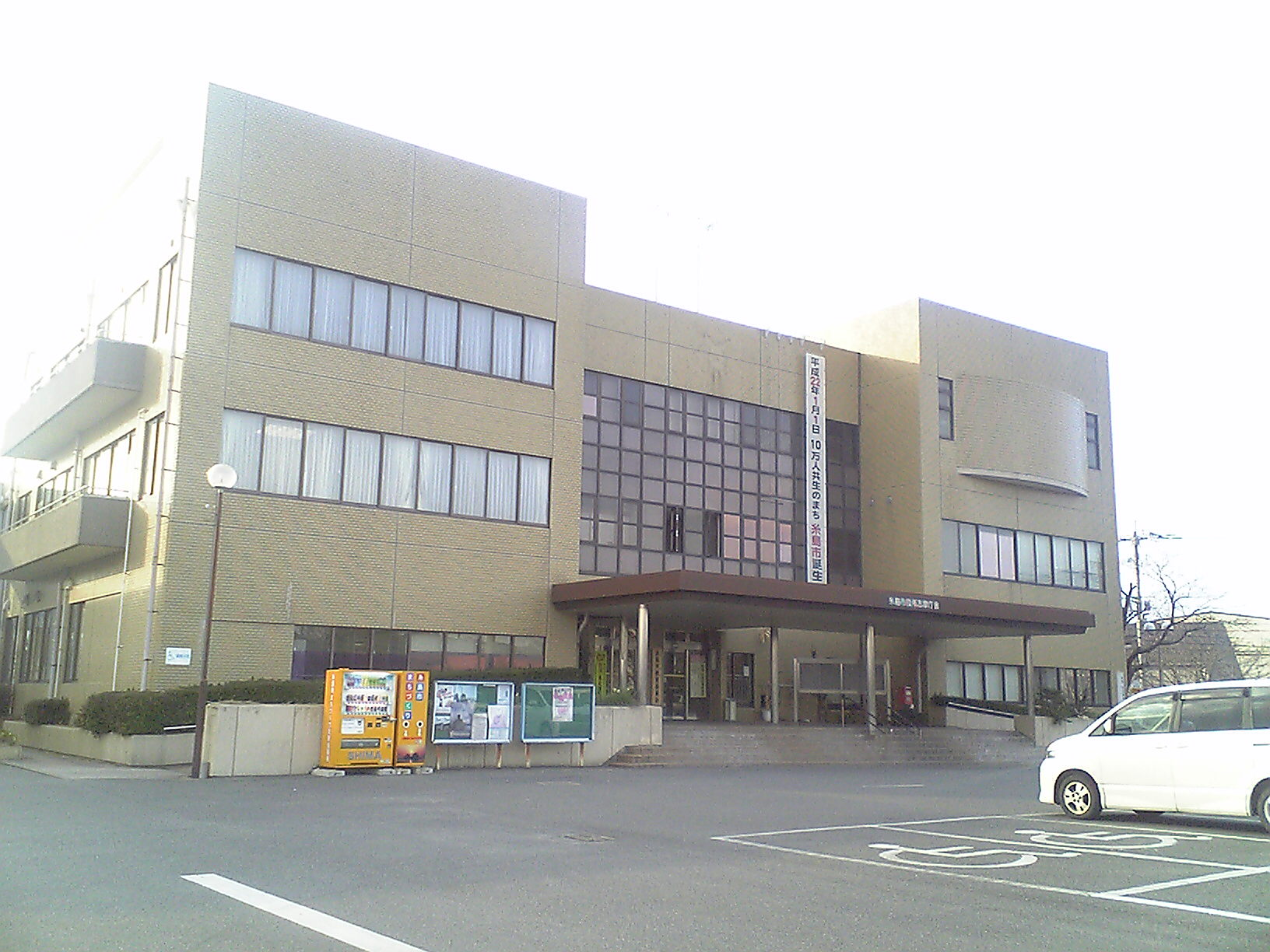
志摩町役場

志摩町（しままち）は、福岡県西部、旧糸島郡にかつて存在した町。旧志摩郡。糸島半島に位置する。町北部は玄界灘に面しており、玄海国定公園に含まれていた。漁村としての性格が強かった町だが、一部地域は福岡市のベッドタウンとして発展しつつあった。2010年（平成22年）1月1日、隣接する前原市・糸島郡二丈町と新設合併し消滅した。新市名は糸島市である。

## 地理
- 山: 可也山（筑紫富士） (365m)、立石山 (210m)
可也山には糸島地域におけるテレビ放送の重要拠点である糸島中継局が置かれている。デジタル放送ではかつて同じ糸島郡であった福岡市西区の一部もエリアに含めている。
- 河川: 泉川
- 有人島嶼: 姫島
- 無人島嶼: 烏帽子島

### 隣接していた市町村・行政区
- 福岡市（西区）
- 前原市

場合によっては海を挟んだ長崎県壱岐市とも隣接扱い。

## 歴史

### 沿革
- 1889年（明治22年）4月1日 - 町村制施行に伴い志摩郡可也村，野北村，桜井村，小富士村，芥屋村が成立。
- 1896年（明治29年）4月1日 - 志摩郡が怡土郡と合併。「怡土志摩郡」が転じて糸島郡となる[1]。
- 1951年（昭和26年）4月1日 - 桜井村と野北村が合併して桜野村となる。
- 1955年（昭和30年）1月1日 - 可也村・桜野村・小富士村・芥屋村が対等合併し、志摩村が発足。
- 1965年（昭和40年）4月1日 - 町制を施行、志摩町となる。
- 2009年（平成21年）11月3日 - 町を閉じる「閉町式」を二丈町と同日開催。
- 2009年（平成21年）12月28日 - 町役場、年末年始の緊急事態対応機能を残して閉庁。

## 地域

### 教育

#### 大学
- 九州大学伊都キャンパス - 2005年10月より志摩町および前原市にまたがる形で福岡市西区に開校。当初は工学部と中央図書館の一部が箱崎から移転する形に留まっていたが、2009年末時点までに、旧教養部（現基幹教育院）及び理学部の一部が移転し、旧六本松キャンパス（福岡市中央区）が閉校となるなど、初期の移転予定の施設のうち多くが移転済みとなっていた。

#### 小・中学校
志摩町立
- 志摩中学校
  - 姫島分校
- 可也小学校
- 桜野小学校
- 引津小学校
- 姫島小学校

## 交通

### 空港
福岡空港が最寄りとなる。

### 鉄道路線
町内に鉄道路線はない。
最寄り駅は筑前前原駅。

### バス路線
- 昭和自動車
  - 特急バス「いと・しま号」志摩町 - 前原市 - 福岡市
  - 一般路線 町内各地 - 前原バスセンター・筑前前原駅

### 道路
高速道路・一般国道はなし。
県道
- 福岡県道54号福岡志摩前原線
- 福岡県道85号福岡志摩線

### 船舶
- 町営: 岐志 - 姫島

## 名所・旧跡・観光スポット・祭事・催事

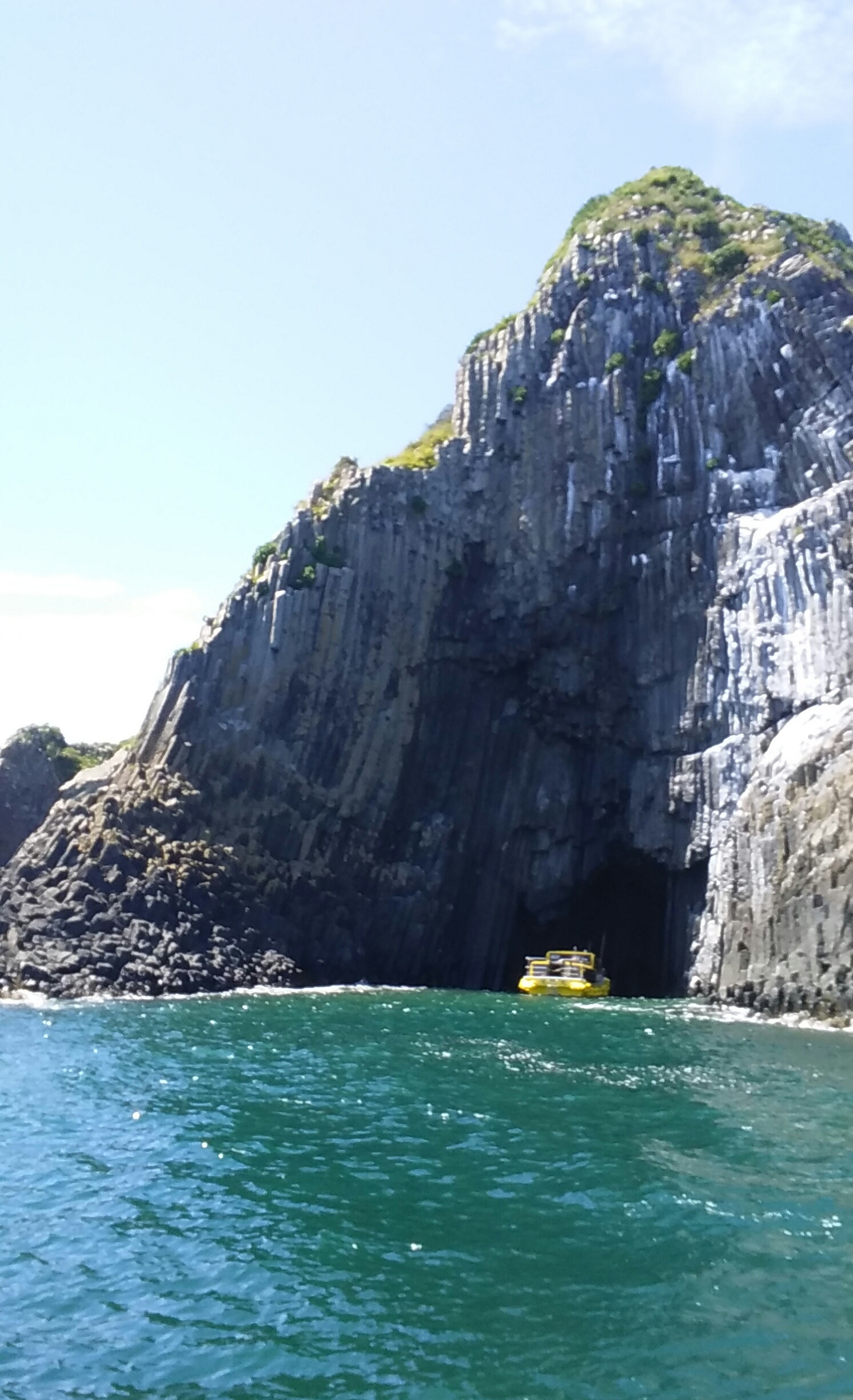
芥屋の大門

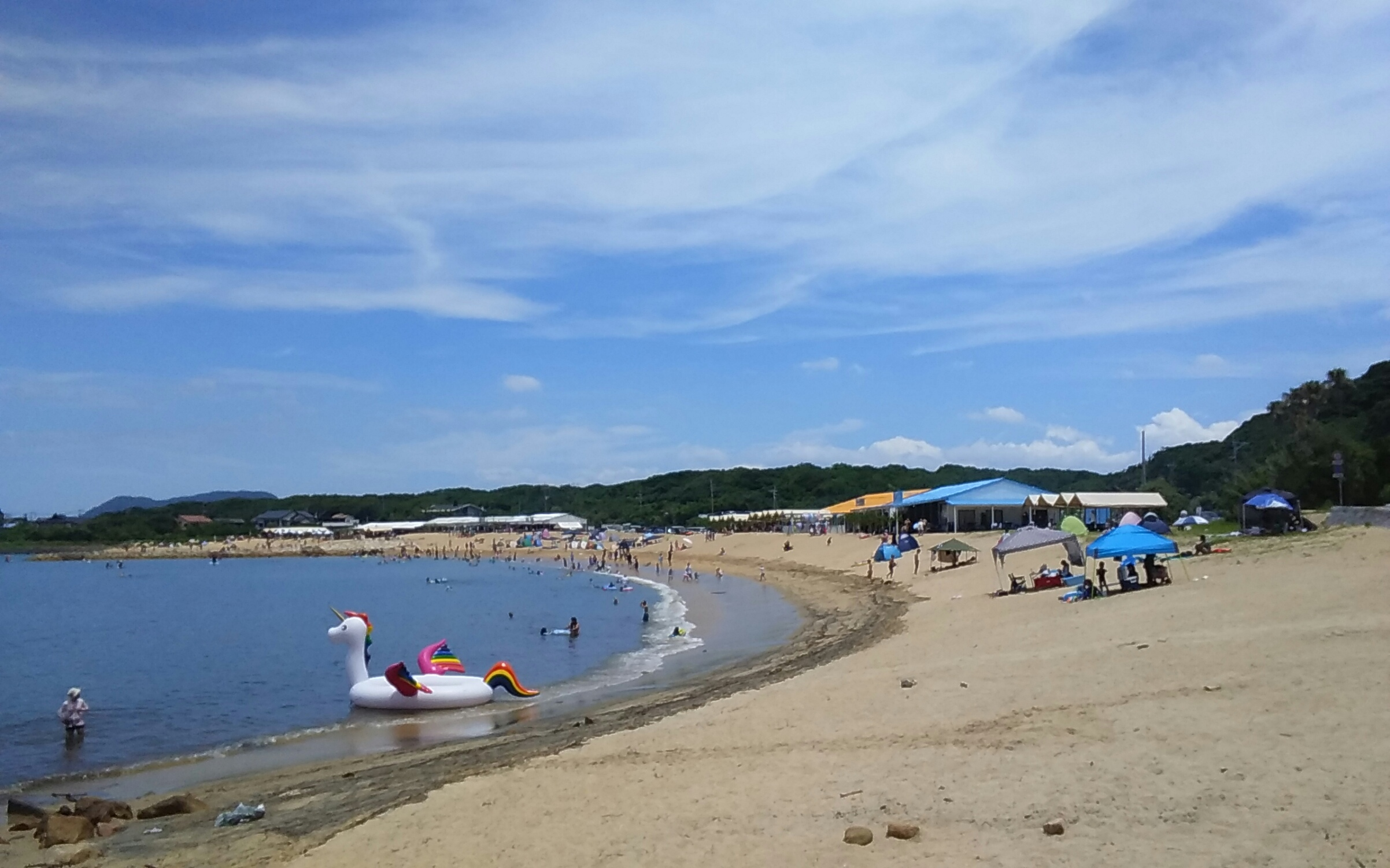
芥屋海水浴場

### 名所旧跡
- 芥屋の大門（けやのおおと） - 国の天然記念物。
- 芥屋海水浴場
- 桜井神社
- 桜井二見ヶ浦 - 福岡県名勝。単に「二見ヶ浦」と呼ばれることもある。整った形の夫婦岩があり、夕日の二見ヶ浦として有名。
- 蒙古山の元寇 記念碑
- 烏帽子島灯台
- 若宮神社
- 志摩歴史資料館 - 1996年開館

### 催事
- 芥屋の大門祭納涼花火大会 - 7月下旬
- KBCオーガスタゴルフトーナメント - 毎年8月最終週に開催。1983年の第11回大会から芥屋（けや）ゴルフ倶楽部（旧・九州志摩カントリークラブ芥屋ゴルフコース）で開催されている。詳細は当該記事参照。
- サンセットライブ（野外コンサート） - 8月下旬または9月上旬に芥屋海水浴場にて開催。1993年より毎年開催されており過去には東京スカパラダイスオーケストラ、東京事変なども出演している。

## 志摩町出身の有名人
- 須田邦裕（俳優）
- 栃乃藤達之（元幕内力士）
- 西﨑伸洋（元プロ野球選手・横浜ベイスターズ）
- 西﨑聡（元プロ野球選手・東京ヤクルトスワローズ）
- 白仁田寛和（プロ野球選手・オリックス・バファローズ）
- 岡部平太（スポーツ指導者）

## 志摩町を題材とした作品
映画
- ここに、幸あり（けんもち聡監督）※姫島で撮影。主演は姫島出身の須田邦裕。